# ماثيو تشيرشل
ماثيو تشيرشل (بالإنجليزية: Matthew Churchill)‏ هو منتج مسرحي ‏ بريطاني، ولد في 28 أغسطس 1966 في ووكينغهام في المملكة المتحدة.